# Milano-Mantova 1959
La Milano-Mantova 1959, ventunesima edizione della corsa, si svolse il 22 marzo 1959 su un percorso di 229 km. La vittoria fu appannaggio dell'italiano Pierino Baffi, che completò il percorso in 5h14'30", precedendo il belga Willy Vannitsen ed il connazionale Angelo Conterno.

## Ordine d'arrivo (Top 10)
| Pos. | Corridore           | Squadra | Tempo    |
| ---- | ------------------- | ------- | -------- |
| 1    | Pierino Baffi       | Ignis   | 5h14'30" |
| 2    | Willy Vannitsen     | Ghigi   | s.t.     |
| 3    | Angelo Conterno     | Carpano | s.t.     |
| 4    | Silvano Ciampi      | Bianchi | s.t.     |
| 5    | Aurelio Cestari     | Atala   | s.t.     |
| 6    | Pietro Nascimbene   | Molteni | s.t.     |
| 7    | Fernando Brandolini | Carpano | s.t.     |
| 8    | Walter Martin       | Carpano | s.t.     |
| 9    | Giuseppe Dante      | Ignis   | a 1'25"  |
| 10   | Rino Benedetti      | Ghigi   | a 1'35"  |